# Ceromitia indigna
Ceromitia indigna là một loài bướm đêm thuộc họ Adelidae. Loài này có ở Nam Phi.